# Dietmar Schneider (Radballspieler)
Dietmar Schneider (* 7. Dezember 1974) ist ein ehemaliger österreichischer Radballspieler vom RC Höchst.

## Werdegang
1998 nahm Dietmar Schneider zum ersten Mal an einer Weltmeisterschaft teil und gewann dort eine Bronzemedaille. In den folgenden zwölf Jahren gewann er mit verschiedenen Partnern sieben weitere Bronze- und zwei Silbermedaillen.
2011 gewann er mit seinem jungen Partner Patrick Schnetzer zum ersten Mal Gold. Dies war zugleich das erste Mal, dass ein österreichisches Radball-Duo die Weltmeisterschaft gewann.
Zu Beginn des Jahres 2013 beendete er seine Karriere nach über 30 Jahren. Mit zwölf WM-Medaillen und zwei Gesamtweltcupsiegen ist er der erfolgreichste österreichische Radballspieler. Mit insgesamt 14 Weltcup-Turniersiegen ist er außerdem der erfolgreichste Weltcup-Teilnehmer der Welt.

## Erfolge
- Weltmeisterschaft
  -  Weltmeister 2011
  -  Silbermedaille 1999, 2001 und 2012
  -  Bronzemedaille 1998, 2000, 2004, 2005, 2006, 2008, 2009 und 2010[1]
- Gesamtweltcup
  - 1. Rang 2005, 2012
  - 2. Rang 2011
  - 3. Rang 2008
- Europacup
  - 1. Rang 2000, 2001, 2008, 2009
  - 2. Rang 1998, 1999, 2006
  - 3. Rang 2012
- Österreichische Meisterschaft
  - 1. Rang 1998, 1999, 2000, 2001, 2004, 2005, 2006, 2008, 2009, 2011, 2012 (insgesamt 11-mal)[3]
  - 2. Rang 2002, 2003, 2007, 2010